# Tim Powers
Pour les articles homonymes, voir Powers.
Œuvres principales
- Les Voies d'Anubis
- Sur des mers plus ignorées

Timothy Thomas Powers, né le 29 février 1952 à Buffalo dans l'État de New York, est un auteur américain de science-fiction et de fantastique.

## Biographie
Tim Powers est né à Buffalo, New York, et a grandi en Californie après y avoir déménagé avec sa famille en 1959. Il a étudié la littérature anglaise à l'université d'État de Californie à Fullerton, où il rencontra ses amis K. W. Jeter et James Blaylock. Il inventa d'ailleurs avec ce dernier le personnage de William Ashbless dont ils se servirent chacun dans leurs œuvres. Il rencontra durant cette période un autre de ses amis, l'écrivain Philip K. Dick, qui s'inspira de Powers pour le personnage de David dans SIVA.
Son premier vrai roman fut Les chevaliers de la brune (1979), mais le roman qui l'a révélé fut le suivant, Les Voies d'Anubis (1983), qui remporta le prix Philip-K.-Dick et qui fut ainsi traduit et publié dans de nombreux pays.
Dans nombre de ses romans, Tim Powers fait intervenir des personnages ou des faits historiques, mais en les impliquant dans des évènements surnaturels ou fantastiques. Ainsi par exemple apparaissent les poètes Coleridge et Lord Byron dans Les Voies d'Anubis, Lord Byron et le poète français François Villon dans Le Poids de son regard, le pirate anglais Barbe Noire dans Sur des mers plus ignorées, ou encore Thomas Edison dans Date d'expiration.
Tim Powers, avec James Blaylock et K. W. Jeter, est à l'origine du steampunk. Il est également professeur à temps partiel à l'école d'arts du comté d'Orange, Californie, où son ami Blaylock est directeur du département d'écriture créative.
Profitant de la sortie du film Pirates des Caraïbes : La Fontaine de jouvence le 18 mai 2011, les éditions Bragelonne rééditent le 20 mai 2011, Sur des mers plus ignorées, le roman de Tim Powers qui inspira Ted Elliott et Terry Rossio, les scénaristes du film,.
En avril 2013, Bragelonne réédite Les Voies d’Anubis, un des ouvrages fondateurs du mouvement steampunk, et le plus grand succès en librairie de Tim Powers. En juin 2013, ce même éditeur publie un roman inédit en français, Parmi les tombes, qui sans être une suite directe de Le Poids de son regard emprunte les mêmes décors. Ce dernier roman est également réédité en septembre 2013 par le même éditeur.

## Œuvres

### Trilogie du Roi pêcheur
1. Poker d'âmes, J'ai lu, 1994 ((en) Last Call, 1992)
2. Date d'expiration, J'ai lu, 1996 ((en) Expiration Date, 1995)
3. (en) Earthquake Weather, 1997

### SérieVickery and Castine
1. (en) Alternate Routes, 2018
2. (en) Forced Perspectives, 2020
3. (en) Stolen Skies, 2022

### Romans indépendants
- Les Pêcheurs du ciel, J'ai lu, 1997 ((en) Epitaph in Rust, 1976)
- Les Cieux découronnés, J'ai lu, 1998 ((en) The Skies Discrowned, 1976)
- Les Chevaliers de la brune, J'ai lu, 1996 ((en) The Drawing of the Dark, 1979)Se déroule à l'époque du siège de Vienne de 1529[5]
- Les Voies d'Anubis, J'ai lu, 1986 ((en) The Anubis Gates, 1983)Réédition, Bragelonne, 2013
- Le Palais du déviant, La Découverte, 1987 ((en) Dinner at Deviant's Palace, 1985)Réédition, J'ai lu, 1989
- Sur des mers plus ignorées..., J'ai lu, 1988 ((en) On Stranger Tides, 1987)Réédition, Bragelonne, 2011
- Le Poids de son regard, J'ai lu, 1990 ((en) The Stress of her Regard, 1989)Réédition, Bragelonne, 2013
- Les Puissances de l'invisible, Denoël, coll. « Lunes d'encre », 2003 ((en) Declare, 2001)Publié en deux volumes. Réédition en un seul volume, J'ai lu, 2007
- À deux pas du néant, Denoël, 2008 ((en) Three Days to Never, 2006)
- Parmi les tombes, Bragelonne, 2013 ((en) Hide Me Among the Graves, 2012)
- (en) Nobody’s Home, 2014Situé dans le même univers de fiction que Les Voies d'Anubis
- (en) Medusa’s Web, 2016
- (en) Down and Out in Purgatory, 2016
- (en) Alternate Routes, 2018
- (en) More Walls Broken, 2019
- (en) The Properties of Rooftop Air, 2020
- (en) My Brother’s Keeper, 2023
- (en) After Many a Summer, 2023

### Recueils de nouvelles
- (en) Night Moves: And Other Stories, 2000
- (en) On Pirates, 2001Écrit avec James Blaylock. Sous le pseudonyme de William Ashbless.
- (en) The Devils in the Details, 2003Écrit avec James Blaylock.
- Itinéraires nocturnes, Denoël, 2011 ((en) Strange Itineraries, 2004 & A Soul in a Bottle, 2006)Reprend toutes les nouvelles de Strange Itineraries, le roman court A Soul in a Bottle ainsi que deux nouvelles supplémentaires
- (en) The Bible Repairman and Other Stories, 2011
- (en) Down and Out in Purgatory: The Collected Stories of Tim Powers, 2017

## Récompenses
- 1984 : prix Philip-K.-Dick pour Les Voies d'Anubis
- 1986 : prix Philip-K.-Dick pour Le Palais du déviant
- 1987 : prix Apollo pour Les Voies d'Anubis
- 1993 : prix Locus du meilleur roman de fantasy et prix World Fantasy du meilleur roman pour Poker d'âmes
- 1996 : prix Locus du meilleur roman d'horreur pour Date d'expiration
- 1998 : prix Locus du meilleur roman de fantasy pour Earthquake Weather
- 2001 : prix World Fantasy du meilleur roman pour Les Puissances de l'invisible
- 2012 : prix Locus du meilleur recueil de nouvelles et prix World Fantasy du meilleur recueil de nouvelles pour The Bible Repairman and Other Stories